# Manushi Chhillar
Manushi Chhillar (Rohtak, 14 mei 1997) is een Indiase actrice, model en winnares van Miss World 2017.

## Biografie
Chhillar, die eigenlijk een medische achtergrond heeft, kwam via haar universiteit in aanraking met schoonheids verkiezingen, ze rolde van de ene Miss verkiezing naar de ander, ze won de Femina Miss India titel en daaropvolgend werd ze gekroond tot Miss World 2017, wat haar de zesde vertegenwoordiger uit India maakt die de titel heeft gewonnen.
Ze liet in eerste instantie weten dat ze niet de intentie had de filmindustrie te betreden. Maar haar opleiding af te maken en als hartchirurg te gaan werken.
Twee jaar later is het toch anders gelopen, en maakte ze haar debuut als tegenspeelster van Akshay Kumar in de film Samrat Prithviraj (2022) gebasseert op het leven van Prithviraj Chauhan, zij vertolkte de rol van de prinses van Kannauj, Sanyogita.

## Filmografie
| Jaar | Film                    | Rol                   |
| ---- | ----------------------- | --------------------- |
| 2022 | Samrat Prithviraj       | Sanyogita             |
| 2023 | The Great Indian Family | Jasmeet Kaur Randhawa |
| 2024 | Operation Valentine     | Aahna Gill            |
| 2024 | Bade Miyan Chote Miyan  | Misha Kapoor          |
| 2025 | Maalik                  | Shalini               |
| 2025 | Tehran                  | Divya Rana            |